# Error (Lied)
Error (englisch für „Fehler“) ist ein Lied der deutschen Singer-Songwriterin Madeline Juno aus dem Jahr 2013. Das Stück ist die Debütsingle aus ihrem Debütalbum The Unknown und Teil des Soundtracks zur deutschen Filmkomödie Fack ju Göhte.

## Entstehung und Artwork
Geschrieben wurde das Lied von David Jost, Madeline Juno und Dave Roth. Abgemischt und produziert wurde die Single von Patrick Benzer und Roth, letzterer programmierte das Lied auch. Das Mastering erfolgte unter der Leitung von Götz-Michael Rieth. Aufgenommen wurde das Stück durch Benzer (Gitarre), Steve Cooper (Piano), Lars Ehrhardt (Gitarre), Juno (Gesang), Stefan Pintev (Streichinstrumente) und Roth (Gesang, Gitarre und Piano). Die Single wurde unter den Musiklabels Island Records und Polydor veröffentlicht und durch Univer Music Publishing vertrieben. Auf dem schwarz-weiß gehaltenen Cover der Maxi-Single ist – neben Künstlernamen und Liedtitel – Junos Oberkörper, während sie das Bild vor sich mit ihren Fingernägeln zerkratzt, zu sehen.

## Veröffentlichung und Promotion
Die Erstveröffentlichung von Error erfolgte am 1. November 2013 in Deutschland, Österreich und der Schweiz. Bereits zwei Monate zuvor, am 10. September 2013, veröffentlichte Juno einen Teaser des Liedes auf ihrem YouTube-Kanal und schließlich das Musikvideo am 14. September 2013. Error ist als Einzeldownload, Maxi-Single und als EP-Single zum Download erhältlich. Neben Error enthält die Maxi-Single drei weitere Remixversionen und eine Akustikversion des Liedes sowie eine alternative Version des Liedes Second Time Around als B-Seite. Die EP ist eine um das Musikvideo erweiterte Form der Maxi-Single.
Um das Lied zu bewerben, folgten unter anderem Liveauftritte zur Hauptsendezeit bei Tribute to Bambi und Verstehen Sie Spaß? und in den Fernsehshows SWR3 latenight, dem ARD-Morgenmagazin und in der NDR Talk Show. Den Auftritt in der NDR Talk Show erfolgte Juno am 11. Oktober 2013, hierbei handelte es sich um Junos ersten TV-Auftritt überhaupt. Darüber hinaus war das Stück Teil des Soundtracks zum ersten Teil der deutschen Komödie Fack ju Göhte.
Am 13. Dezember 2013 wurde bekannt, dass Juno mit den Liedern Error und Like Lovers Do beim deutschen Vorentscheid Unser Song für Dänemark für den Eurovision Song Contest 2014 antreten wolle. Bei der Veranstaltung am 13. März 2014 schied sie jedoch mit Like Lovers Do in der ersten Runde aus, womit sie sich Elaiza, MarieMarie, Santiano sowie Unheilig geschlagen geben musste.
Remixversionen
1. Error (Gamper & Dadoni Remix)
2. Error (LO Remix)
3. Error (SESA Remix)

## Inhalt
Der Liedtext zu Error ist in englischer Sprache verfasst; ins Deutsche übersetzt bedeutet der Titel „Fehler“. Sowohl die Musik als auch der Text wurden gemeinsam von David Jost, Madeline Juno und Dave Roth geschrieben. Musikalisch bewegt sich das Lied im Bereich der Popmusik. Als Instrumentalisten wurden Patrick Benzner und Lars Ehrhardt an der Gitarre, Reiner Hubert am Schlagzeug, Boris Matchin am Cello, Stefan Pintev und Rodrigo Reichel an der Viola und Violine sowie Dave Roth an der Gitarre, dem Keyboard und dem Piano engagiert.
Im Lied verarbeitet Juno den Schmerz eines großen Liebeskummers: „Ich hab die Welt nicht mehr verstanden, wusste nicht, wohin mit mir. Welchen Schritt geht man als nächstes? Wo doch sowieso alles so verworren und kaputt ist.“ Error sei „einfach nur diese Fehlermeldung im Kopf, wo man realisiert: Ok, nichts stimmt. Ich muss hier raus“.

“No, you don’t wanna know this kind of love,

and you don’t wanna know the night you realize

the error (error, error) in this kind of love.”

„Nein, du möchtest nicht diese Art von Liebe kennen,

und du willst nicht die Nacht kennen, in der du

den Fehler (Fehler, Fehler) in dieser Art von Liebe erkennst.“

## Musikvideo
Das Musikvideo zu Error ist in schwarz-weiß gefilmt und feierte seine Premiere am 14. September 2013 auf der Videoplattform YouTube. Während des gesamten Videos ist lediglich Junos Gesicht in einer Close-Up-Aufnahme, während sie das Lied singt, zu sehen. Die Gesamtlänge des Videos beträgt 3:53 Minuten. Regie führte Paddy Kroetz. Bis Februar 2025 zählt das Video über 3,5 Millionen Aufrufe auf der Videoplattform YouTube.
Am 22. November 2013 veröffentlichte Juno auf ihrem YouTube-Kanal eine spezielle „Fack-ju-Göhte“-Version des Musikvideos. Dieses unterscheidet sich dahingehend, indem es in Farbe gehalten ist und im Hintergrund Filmausschnitte des Films zu sehen sind. Regie hierbei führte Bora Dagtekin, der auch der Drehbuchautor und Regisseur von Fack ju Göhte war. Sechs Tage später veröffentlichte Juno ein weiteres Musikvideo zu Error. Dieses spiegelt den Liedtext mittels animierten Zeichnungen wider; die Zeichnungen stammen von Juno selbst. Produziert wurde das Musikvideo vom Bandkollegen Klaus Sahm.

## Mitwirkende
| Liedproduktion - Patrick Benzner: Abmischung, Gitarre, Musikproduzent, Tonmeister - Steve Cooper: Tonmeister - Lars Ehrhardt: Gitarre, Tonmeister - Reiner Hubert: Schlagzeug - David Jost: Komponist, Liedtexter - Madeline Juno: Akustik Gitarre, Gesang, Hintergrundgesang, Komponist, Liedtexter, Tonmeister - Boris Matchin: Cello - Stefan Pintev: Tonmeister, Viola, Violine - Rodrigo Reichel: Viola, Violine - Götz-Michael Rieth: Mastering - Dave Roth: Abmischung, Gitarre, Keyboard, Komponist, Liedtexter, Musikproduzent, Piano, Programmierung, Tonmeister | Musikvideos - Bora Dagtekin: Regisseur („Fack-ju-Göhte“-Version) - Madeline Juno: Artwork (Animation) - Paddy Kroetz: Regisseur (Originalversion) - Klaus Sahm: Filmproduzent (Animation) Unternehmen - Island Records: Musiklabel - Polydor: Musiklabel - Univer Music Publishing: Vertrieb |

## Rezensionen
Stern.de zeichnete Error als „Musiktipp der Woche“ aus.
Das deutschsprachige Online-Magazin laut.de bewertete das Album The Unknown mit 3/5 Sternen. David Maurer ist der Meinung, dass das Lied eine ähnliche Richtung wie der Album-Track Same Sky einschlage. Error komme aber mit „signifikanterem“ und deutlich „pompöseren“ Refrain daher.

## Chartplatzierungen
Error erreichte in Deutschland Position 50 der Singlecharts und konnte sich insgesamt sechs Wochen in den Charts platzieren. Für Juno ist es als Interpretin und Autorin der erste und bislang größte Charterfolg in Deutschland.

## Coverversionen
- 2025: ClockClock (Album: Sing meinen Song – Das Tauschkonzert, Vol. 12)[19]